# У (ван Корё)
У-ван (кор. 우왕, 禑王, U-wang) или Чанджон — 32-й царь (ван) корейского государства Корё, правивший в 1374—1388 годах. Фамилия и имя — Син У. Детское имя — Монино (кор. 모니노, 牟尼奴, Monino).
У-ван не принадлежал к правящей династии Ван, по крайней мере, не был позже признан в официальной родословной корёских ванов "История Корё"  . Не получил посмертного храмового имени, так как был лишен власти.
Посмертные титулы — Чонпхе-ван, У-тэван.

## Биография
Происхождение его не совсем ясно. Если верить слухам, отраженным в позднейшей родословной "История Корё", У был сыном буддийского монаха Синдона, наставника короля Конмин-вана, и рабыни Банъя. Синдон назвал его Монино (что означает «слуга Будды»). Вскоре после убийства Синдона в 1371 году король приказал Монино прибыть во дворец, дабы официально провозгласить этого мальчика своим родным сыном от законной наложницы Хан и единственным наследником престола. Конмин-ван официально переименовал его в У.  
Конмин-ван, пытаясь бороться со злоупотреблениями отдельных придворных, был убит в результате заговора в 1374 г., а власть при малолетнем короле захватили представители промонгольской аристократии во главе с Ли Инимом.  В 1388 г.  У-ван и генерал Чхве Ён решили снарядить поход на северо-восток, чтобы не позволить минским войскам отнять корёские земли. Они также отправили войска на полуостров Ляодун, который раньше принадлежал Когурё, чтобы попытаться присоединить эти земли к Корё. 
Вторым лицом в армии Коре был полководец Ли Сонге. Дойдя вместе со всеми до реки Амноккан и благополучно заняв остров Вихвадо в устье реки, Ли Сонге объявил о том, что намерен прекратить поход, объяснив это затяжными дождями и невозможностью продвигаться далее (а на деле представляя ту группировку придворных, которые не желали портить отношения с минским Китаем). Во главе части войск вместе с поддержавшими его другими военачальниками, такими, как Чо Минсу, он первым вернулся в столичный город Кэгён. Имея множество сторонников в столице, он фактически захватил власть в стране, объявил о взятии под стражу Чхве Ёна и о свержении У, который был отправлен в ссылку сначала на остров Канхвадо, а затем на восточное побережье Кореи в город Каннын, где вскоре был казнен.
На престол Ли Сонге временно возвел семилетнего сына У — Чхана, объявив себя регентом. В 1389 г., найдя подходящего представителя королевского рода Ванов (потомков Ван Гона), он возвел на престол нового короля.

## Внешняя политика
Имел дипломатические связи с Китаем и Японией.
На Корё напали японские пираты. 1377 году У-Ван отправил Чон Мончжу в качестве делегата в Японию. Его переговоры привели к обещаниям японской помощи в разгроме пиратов.
У начал переговоры с  Мин в 1385 году.